# Remifentanyl
Remifentanyl – organiczny związek chemiczny, pochodna fentanylu, syntetyczny lek opioidowy o krótkim czasie działania stosowany w znieczuleniu ogólnym. Objęty Jednolitą konwencją o środkach odurzających z 1961 roku (wykaz I). W Polsce jest w grupie I-N Ustawy o przeciwdziałaniu narkomanii.